# گمینا راکوو
گمینا راکوو (به لهستانی:  Gmina Raków) یک گمینا در لهستان است که در شهرستان کیلتسه واقع شده‌است. گمینا راکوو ۱۹۱٫۰۹ کیلومتر مربع مساحت و ۵٬۷۴۷ نفر جمعیت دارد.